# Chelyoidea taeniata
Chelyoidea taeniata är en insektsart som beskrevs av Heinrich Julius Tode 1966. Chelyoidea taeniata ingår i släktet Chelyoidea och familjen hornstritar. Inga underarter finns listade i Catalogue of Life.